# Ginástica artística nos Jogos Olímpicos de Verão de 2024 - Equipes femininas
A competição por equipes femininas da ginástica artística nos Jogos Olímpicos de Verão de 2024 foi realizada na Bercy Arena em Paris, França, em 28 e 30 de julho de 2024. Um total de 59 ginastas de 12 Comitês Olímpicos Nacionais (CON) participaram do evento.
Dez dias antes do início da competição, Shoko Miyata, de dezenove anos, foi removida da equipe japonesa após fumar e beber álcool, atividades proibidas em seu país para menores de 20 anos. Como Miyata foi removida por um motivo diferente de lesão, nenhuma substituição foi feita e a equipe do Japão competiu com apenas quatro ginastas.

## Qualificação
Para chegar às Olimpíadas, um CON tinha que ganhar uma das 12 vagas de cota de equipe. Essas foram alocadas por meio do Campeonato Mundial de Ginástica Artística de 2022 (três melhores equipes) e do Campeonato Mundial de Ginástica Artística de 2023 (nove melhores equipes, excluindo as qualificadas em 2022). Essas 12 equipes competiram na fase de qualificação em Paris em 28 de julho, com as oito melhores avançando para a final.
As seguintes equipes se classificaram para as Olimpíadas ao alcançarem as três primeiras colocações no Campeonato Mundial de Ginástica Artística de 2022:
- USA Estados Unidos
- GBR Grã-Bretanha
- CAN Canadá

As seguintes equipes se classificaram para o evento ao alcançarem uma colocação entre as nove melhores entre as equipes não classificadas no Campeonato Mundial de Ginástica Artística de 2023:
- CHN China
- BRA Brasil
- ITA Itália
- NED Países Baixos
- FRA França
- JPN Japão
- AUS Austrália
- ROU Romênia
- KOR Coreia do Sul

## Calendário
Horário local (UTC+2)
| Data        | Horário | Fase           | Fase         |
| ----------- | ------- | -------------- | ------------ |
| 28 de julho | 09:30   | Qualificatória | Subdivisão 1 |
| 28 de julho | 11:40   | Qualificatória | Subdivisão 2 |
| 28 de julho | 14:50   | Qualificatória | Subdivisão 3 |
| 28 de julho | 18:00   | Qualificatória | Subdivisão 4 |
| 28 de julho | 21:10   | Qualificatória | Subdivisão 5 |
| 30 de julho | 18:15   | Final          | Final        |

## Medalhistas
|  | USA Estados Unidos                                            |  | ITA Itália                                                              |  | BRA Brasil                                                               |
|  | Simone Biles Jade Carey Jordan Chiles Sunisa Lee Hezly Rivera |  | Angela Andreoli Alice D'Amato Manila Esposito Elisa Iorio Giorgia Villa |  | Rebeca Andrade Jade Barbosa Lorrane Oliveira Flávia Saraiva Júlia Soares |

## Resultados

### Qualificatória
As oito melhores equipes na qualificatória, com base nas pontuações combinadas de cada aparelho, avançaram para a final. Na final, cada equipe selecionou três ginastas para competir em cada aparelho. Todas as pontuações em cada aparelho foram somadas para dar uma pontuação final da equipe. As pontuações na qualificatória não foram transferidas para a final.
| Pos. | Equipe             |        |        |        |        | Total   |
| ---- | ------------------ | ------ | ------ | ------ | ------ | ------- |
| 1    | USA Estados Unidos | 44.799 | 43.565 | 42.366 | 41.566 | 172.296 |
| 2    | ITA Itália         | 41.632 | 43.198 | 41.198 | 40.833 | 166.861 |
| 3    | CHN China          | 40.099 | 43.732 | 42.132 | 40.665 | 166.628 |
| 4    | BRA Brasil         | 42.733 | 41.433 | 41.433 | 40.900 | 166.499 |
| 5    | JPN Japão          | 40.965 | 40.432 | 40.733 | 40.066 | 162.196 |
| 6    | CAN Canadá         | 42.133 | 41.132 | 39.199 | 39.099 | 161.563 |
| 7    | GBR Grã-Bretanha   | 41.966 | 39.399 | 40.333 | 39.132 | 160.830 |
| 8    | ROU Romênia        | 40.966 | 36.999 | 40.799 | 40.733 | 159.497 |

### Final
As equipes com as melhores pontuações após competirem nos quatro aparelhos conquistam as medalhas.
| Pos.              | Equipe                 |            |            |            |            | Total   |
| ----------------- | ---------------------- | ---------- | ---------- | ---------- | ---------- | ------- |
| Medalha de ouro   | USA Estados Unidos     | 44.100 (1) | 43.332 (1) | 41.699 (1) | 42.165 (1) | 171.296 |
| Medalha de ouro   | USA Simone Biles       | 14.900     | 14.400     | 14.366     | 14.666     | 171.296 |
| Medalha de ouro   | USA Jade Carey         | 14.800     |            |            |            | 171.296 |
| Medalha de ouro   | USA Jordan Chiles      | 14.400     | 14.366     | 12.733     | 13.966     | 171.296 |
| Medalha de ouro   | USA Sunisa Lee         |            | 14.566     | 14.600     | 13.533     | 171.296 |
| Medalha de ouro   | USA Hezly Rivera       |            |            |            |            | 171.296 |
| Medalha de prata  | ITA Itália             | 41.665 (5) | 42.665 (2) | 41.199 (3) | 39.965 (5) | 165.494 |
| Medalha de prata  | ITA Angela Andreoli    | 13.566     |            | 13.300     | 12.833     | 165.494 |
| Medalha de prata  | ITA Alice D'Amato      | 13.933     | 14.633     | 13.933     | 13.466     | 165.494 |
| Medalha de prata  | ITA Manila Esposito    | 14.166     |            | 13.966     | 12.666     | 165.494 |
| Medalha de prata  | ITA Elisa Iorio        |            | 14.266     |            |            | 165.494 |
| Medalha de prata  | ITA Giorgia Villa      |            | 13.766     |            |            | 165.494 |
| Medalha de bronze | BRA Brasil             | 42.366 (2) | 41.199 (5) | 39.966 (6) | 40.966 (2) | 164.497 |
| Medalha de bronze | BRA Rebeca Andrade     | 15.100     | 14.533     | 14.133     | 14.200     | 164.497 |
| Medalha de bronze | BRA Jade Barbosa       | 13.366     |            |            |            | 164.497 |
| Medalha de bronze | BRA Lorrane Oliveira   |            | 13.000     |            |            | 164.497 |
| Medalha de bronze | BRA Flávia Saraiva     | 13.900     | 13.666     | 13.433     | 13.533     | 164.497 |
| Medalha de bronze | BRA Júlia Soares       |            |            | 12.400     | 13.233     | 164.497 |
| 4                 | GBR Grã-Bretanha       | 41.732 (4) | 42.233 (4) | 40.099 (5) | 40.199 (4) | 164.263 |
| 4                 | GBR Becky Downie       |            | 14.933     | 12.933     |            | 164.263 |
| 4                 | GBR Ruby Evans         | 13.966     |            |            | 13.100     | 164.263 |
| 4                 | GBR Georgia-Mae Fenton | 13.800     | 14.000     | 13.566     |            | 164.263 |
| 4                 | GBR Alice Kinsella     | 13.966     | 13.300     | 13.600     | 13.633     | 164.263 |
| 4                 | GBR Abigail Martin     |            |            |            | 13.466     | 164.263 |
| 5                 | CAN Canadá             | 41.866 (3) | 39.800 (6) | 41.433 (2) | 39.333 (7) | 162.432 |
| 5                 | CAN Ellie Black        | 14.166     | 12.800     | 14.300     | 13.633     | 162.432 |
| 5                 | CAN Cassie Lee         |            |            | 13.333     | 12.600     | 162.432 |
| 5                 | CAN Shallon Olsen      | 14.400     |            |            |            | 162.432 |
| 5                 | CAN Ava Stewart        | 13.300     | 13.500     | 13.800     |            | 162.432 |
| 5                 | CAN Aurélie Tran       |            | 13.500     |            | 13.100     | 162.432 |
| 6                 | CHN China              | 39.999 (8) | 42.666 (2) | 40.800 (4) | 38.666 (8) | 162.131 |
| 6                 | CHN Luo Huan           | 13.166     | 13.933     | 13.900     |            | 162.131 |
| 6                 | CHN Ou Yushan          |            |            |            | 12.733     | 162.131 |
| 6                 | CHN Qiu Qiyuan         | 13.133     | 14.300     | 14.600     |            | 162.131 |
| 6                 | CHN Zhang Yihan        | 13.700     | 14.433     |            | 12.733     | 162.131 |
| 6                 | CHN Zhou Yaqin         |            |            | 12.300     | 13.200     | 162.131 |
| 7                 | ROU Romênia            | 40.999 (6) | 38.899 (8) | 39.000 (8) | 40.599 (3) | 159.497 |
| 7                 | ROU Ana Bărbosu        | 13.933     | 12.433     | 12.700     | 13.566     | 159.497 |
| 7                 | ROU Lilia Cosman       | 13.433     | 13.133     |            |            | 159.497 |
| 7                 | ROU Amalia Ghigoarță   |            | 13.333     | 12.500     | 13.133     | 159.497 |
| 7                 | ROU Sabrina Voinea     | 13.633     |            | 13.800     | 13.900     | 159.497 |
| 7                 | ROU Andreea Preda      |            |            |            |            | 159.497 |
| 8                 | JPN Japão              | 40.765 (7) | 39.133 (7) | 39.966 (7) | 39.599 (6) | 159.463 |
| 8                 | JPN Rina Kishi         | 13.966     | 13.600     | 13.466     | 13.433     | 159.463 |
| 8                 | JPN Haruka Nakamura    | 12.966     | 12.433     | 12.800     | 13.233     | 159.463 |
| 8                 | JPN Mana Okamura       |            | 13.100     | 13.700     | 12.933     | 159.463 |
| 8                 | JPN Kohane Ushioku     | 13.833     |            |            |            | 159.463 |